# Indinavir
Indinavir je potent i specifičan inhigitor HIV proteaze koji ima nisku oralnu bioraspoloživost.

## Spoljašnje veze
|  | Molimo Vas, obratite pažnju na važno upozorenje u vezi sa temama iz oblasti medicine (zdravlja). |